# Landschaftsschutzgebiet Unteres Orpetal

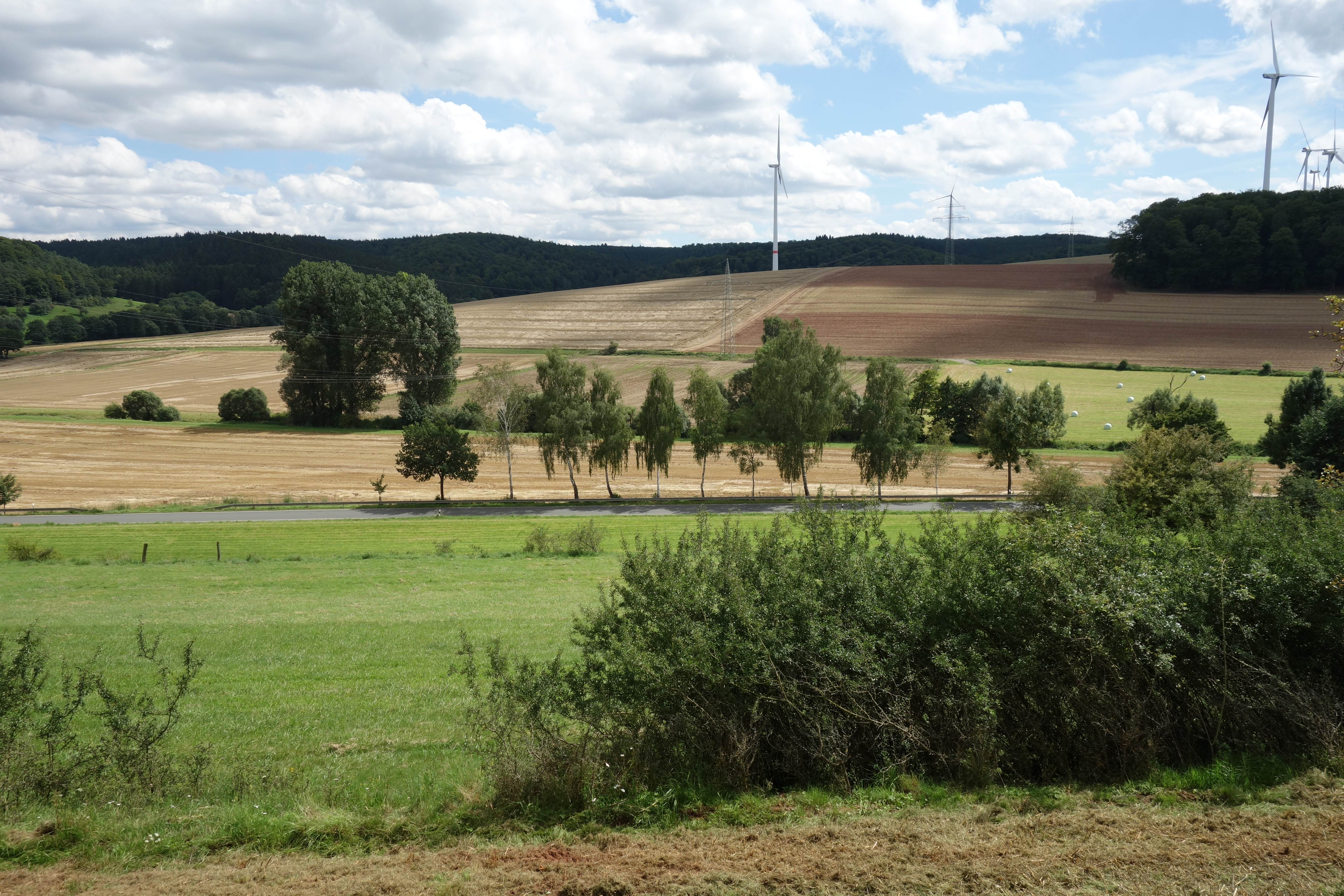
Landschaftsschutzgebiet Unteres Orpetal südlich Udorf

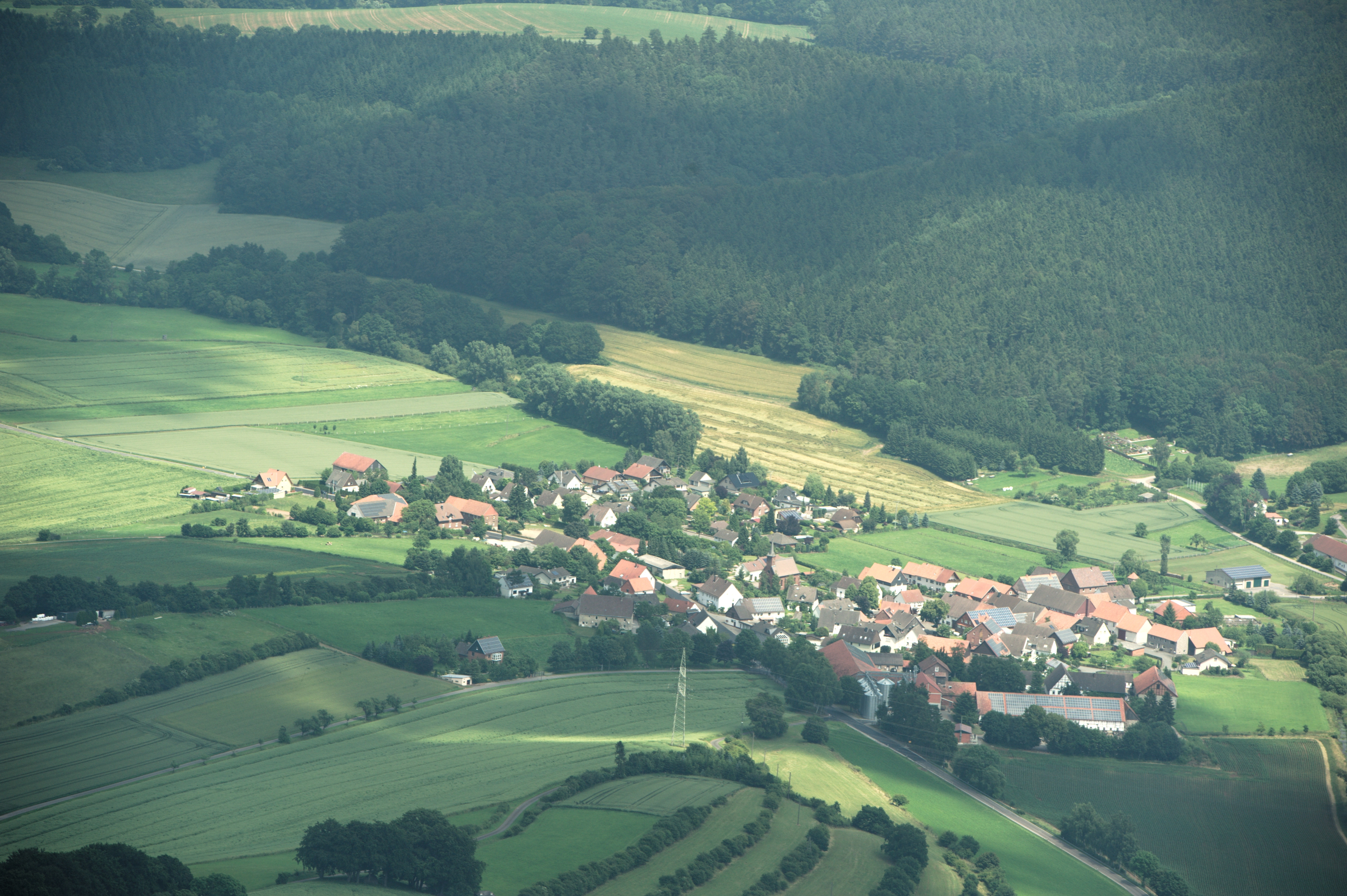
Landschaftsschutzgebiet Unteres Orpetal rechts und hinter Udorf

Das Landschaftsschutzgebiet Unteres Orpetal mit 67,63 ha liegt im Stadtgebiet von Marsberg und im Hochsauerlandkreis. Das Gebiet wurde 2008 mit dem Landschaftsplan Marsberg durch den Kreistag des Hochsauerlandkreises als Landschaftsschutzgebiet (LSG) ausgewiesen. Das LSG wurde als Landschaftsplangebiet vom Typ B, Ortsrandlagen, Offenland- und Kulturlandschutz, ausgewiesen.

## Beschreibung
Es liegt nördlich, östlich und südlich von Udorf und geht im Osten bis an Landesgrenze von NRW. Das LSG geht bis zum Dorfrand von Udorf. Westlich liegen das Landschaftsschutzgebiet Freiflächen westlich Udorf und das Naturschutzgebiet Udorfer Mühle. Die Quelle der Orpe und der Oberlauf liegen im Landschaftsschutzgebiet Oberes Orpetal, das südlich angrenzt.
Im LSG befinden sich landwirtschaftliche Offenlandbereiche mit intensiv genutztem Grünland und Acker. Die landwirtschaftliche Nutzung reicht streckenweise bis dicht an die Bäche. Im LSG münden die Schleiderbicke, Hasselbicke und ein aus dem Hummelgrund einmündender namenloser Seitenbach in die Orphe. Insbesondere nördlich von Udorf ist die Orphe ausgebaut. Es gibt fließgewässerbegleitende Gehölzbestände insbesondere an der Schleiderbicke und im unteren Orpe.

## Schutzzweck
Die Ausweisung erfolgte zur Sicherung der Vielfalt und Eigenart der Landschaft im Nahbereich der Ortslagen und der alten landwirtschaftlichen Vorranggebiete durch Offenhaltung, ferner wegen der besonderen Bedeutung für die Erholung.

## Rechtliche Vorschriften
Wie in den anderen Landschaftsschutzgebieten im Stadtgebiet besteht im LSG ein Verbot Bauwerke zu errichten. Vom Verbot ausgenommen sind Bauvorhaben für Gartenbaubetriebe, Land- und Forstwirtschaft. Die Untere Naturschutzbehörde kann Ausnahme-Genehmigungen für Bauten aller Art erteilen. Wie in den anderen Landschaftsschutzgebieten vom Typ B in Meschede besteht im LSG ein Verbot der Erstaufforstung sowie ein Verbot, Weihnachtsbaum-, Schmuckreisig- und Baumschul-Kulturen anzulegen. Es besteht das Gebot, das LSG durch landwirtschaftliche Nutzung oder geeignete Pflegemaßnahmen von Bewaldung frei zu halten.